# Haréville
Haréville település Franciaországban, Vosges megyében. Lakosainak száma 470 fő (2022. január 1.). Haréville Monthureux-le-Sec, La Neuveville-sous-Montfort, Remoncourt, They-sous-Montfort, Valleroy-le-Sec és Vittel községekkel határos.

## Népesség
A település népességének változása:
| Lakosok száma | 495  | 484  | 498  | 480  | 480  | 477  | 476  | 475  | 470  |
|               | 2013 | 2015 | 2016 | 2017 | 2018 | 2019 | 2020 | 2021 | 2022 |